# Bractwo rycerskie

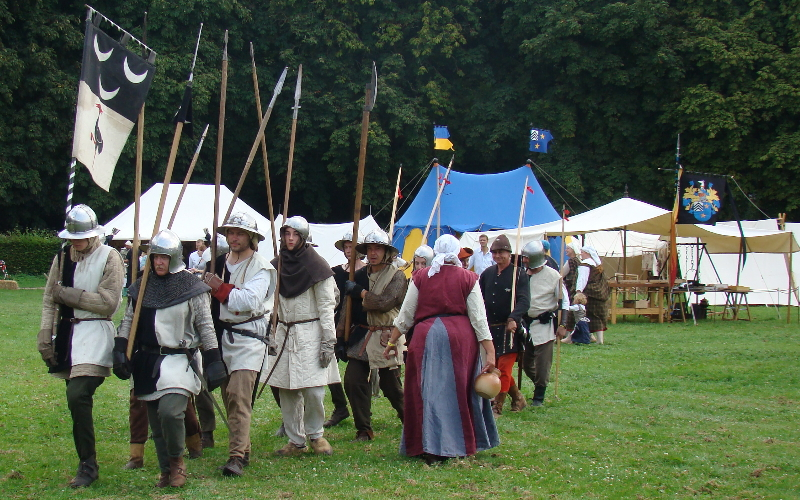
Bractwo rycerskie

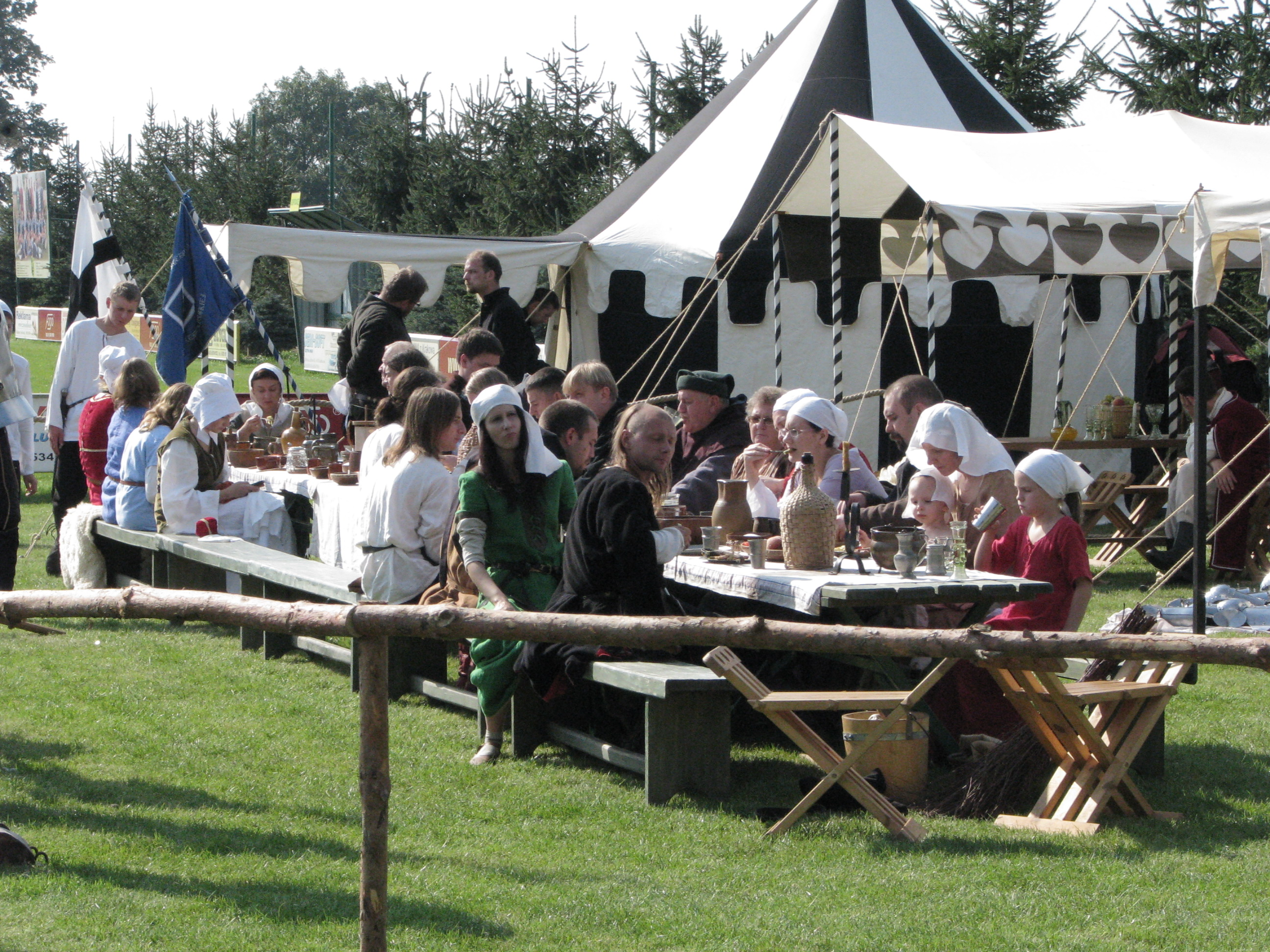
Obóz bractwa rycerskiego

Bractwo rycerskie – współczesne stowarzyszenie, którego członkowie (kobiety i mężczyźni) zajmują się w ramach rekonstrukcji historycznej odwzorowywaniem zwyczajów oraz realiów średniowiecza. W Polsce tworzą one tak zwany Ruch Rycerski.
Poprzez stroje, broń, pancerze oraz wszelkiego rodzaju inne elementy ubioru i wyposażenia obejmującego właściwie każdą dziedzinę życia stwarzają żywe skanseny. Organizują turnieje oraz konwenty, a także inscenizują wydarzenia historyczne (np. bitwa pod Grunwaldem, oblężenie Malborka). Niektóre bractwa prowadzą również działalność dydaktyczną np. w szkołach. Wiele spośród prezentowanych przez nich rekwizytów wykonują samodzielnie. Są wśród nich artyści; rzeźbiarze, malarze, muzycy, kowale, płatnerze, zielarze.
Bractwa są w zdecydowanej większości przypadków organizacjami hierarchicznymi, gdzie obowiązuje zasada starszeństwa (zarówno wiekiem, jak i czasem spędzonym nad tą formą działalności). Stopnie hierarchii są często zapożyczone z historycznych stopni wojskowych i funkcji pełnionych w chorągwi i na dworze. Istnieją bractwa o dużej dowolności naboru nowych członków, ale nierzadkie są też pewne procesy inicjacyjne, podczas których ubiegający się o członkostwo musi wykazać swoje zaangażowanie, wiedzę historyczną, sprawność fizyczną, a nawet potwierdzić swoją dobrą opinię w aspekcie obyczajowym i moralnym. Nierzadko bractwa rycerskie zasilają członkowie organizacji harcerskich, choć obie formy aktywności są całkiem niezależne od siebie.
Członkowie danego bractwa są powiązani relacjami koleżeństwa, lojalności i przyjaźni (co nie przeszkadza umiarkowanej rywalizacji na polu sprawności fizycznej, w zakresie wiedzy, czy władania bronią). Częstym zjawiskiem jest wstępowanie w związki małżeńskie par, które poznały się w bractwie; odnotowane są przypadki zaślubin utrzymanych (po uprzedniej zgodzie odpowiednich władz kościelnych) z zachowaniem przedsoborowego ceremoniału typowego dla epoki, z którą związane jest dane bractwo.
Działalność w bractwach jest w większości przypadków hobbystyczna, ale coraz częściej uczestnicy i aktywiści ruchu rycerskiego wiążą swoje życie zawodowe z rekonstrukcją historyczną – np. zarządzający bractwem zajmują się organizacją imprez i wydarzeń komercyjnych, artyści i rzemieślnicy posiadający współczesne warsztaty wykonują zawodowo elementy uzbrojenia i ozdoby, absolwenci wydziałów historycznych wyszukują cenne dla spektakli i funkcjonowania bractwa informacje, krawcy zawodowo szyją i sprzedają stroje stylizowane na dawne wieki, absolwenci szkół gastronomicznych zajmują się przygotowywaniem potraw pasujących do odtwarzanej epoki, itd. Dzięki temu przygotowaniu bractwa często są zatrudniane również do pomocy w przemyśle filmowym i rozrywkowym.
Dawniej bractwami rycerskimi nazywano również bractwa kurkowe.